# Superkritisk væske
En superkritisk væske er et stof, der befinder sig under så højt tryk og temperatur, at grænsen mellem væske- og gasfase er ikke-eksisterende. Trykket og temperaturen, ved hvilke et stof begynder at opføre sig superkritisk, kaldes hhv. det kritiske tryk, pc, og den kritiske temperatur, Tc. Tilsammen udgør disse det kritiske punkt. Superkritiske væsker har den unikke egenskab, at de kan diffundere gennem faste stoffer ligesom en gas, men samtidig opløse stoffer ligesom en væske.
Superkritisk kuldioxid er et vigtigt eksempel på en superkritisk væske. For superkritisk kuldioxid er Tc = 31 °C og pc = 72 bar. Dets opløsningsevne og selektivitet kan varieres drastisk ved små ændringer af tryk og temperatur og ved tilsætning af små mængder af et hjælpestof, f.eks. propan. Fra den stofblanding, der skal adskilles, ekstraheres først alle opløselige bestanddele fuldstændig, hvorefter man ved ændring af temperaturen kan få udskilt en af blandingens komponenter.

## Brug i kraftværker
I termiske dampbaserede kraftværker skelnes der mellem dampsystemer, som er subkritiske, superkritiske og ultra-superkritiske. Ifølge virksomheden, Ørsted er super- og ultra-superkritiske dampsystemer "kun anvendelig på nye enheder med en effekt på ≥ 600 MWth, som drives > 4 000 t/år. Finder ikke anvendelse, når enhedens formål er at producere lave damptemperaturer og/eller tryk i procesindustrier. Er ikke anvendelige for gasturbiner og motorer, der producerer damp i CHP- mode. For enheder, der fyrer med biomasse, kan anvendeligheden være begrænset som følge af højtemperaturkorrosion i forbindelse med visse biomasser
Som tommelfingerregel gælder det, at jo højere tryk og temperatur et dampsystem kører med, desto mere af dampens energi kan værket dampturbiner omdanne til elektrisk energi ved at drive en generator. Følgende forhold gør sig gældende for de forsk. typer dampsystemer:

### Subkritiske
Dampsystemer der ikke opvarmer og tryksætter dampen højt nok til at opnå superkritisk tilstand.Iflg. Ørsted A/S og The Center for American Progress er subkritiske dampsystemer defineret ved et damptryk på under 220 bar og 374 °C. 

### Superkritiske
Iflg. Ørsted A/S og The Center for American Progress er superkritiske dampsystemer defineret som systemer, hvor damptrykket (herunder dampgenopvarmningssystemer) kan komme op over 220,6 bar og temperaturerne over 374 °C. 

### Ultra-superkritiske
Iflg. Ørsted A/S hvor damptrykket (herunder dampgenopvarmningssystemer) kan komme over 250- 300 bar og temperaturer over 580-600 °C.